# Радиоэлектронная разведка

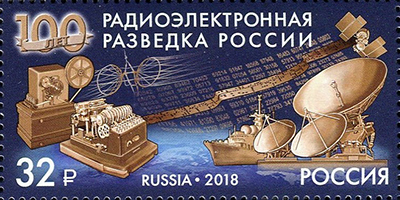
Различные виды технических средств, используемых службами радиоэлектронной разведки России на почтовой марке России 2018 года. Марка посвящённая 100-летию Радиоэлектронной разведке России.

Радиоэлектронная разведка (РЭР) — дисциплина сбора разведывательной информации на основе приёма и анализа электромагнитного излучения (ЭМИ). 
Радиоэлектронная разведка использует как перехваченные сигналы из каналов связи между людьми и техническими средствами, так и сигналы работающей РЛС, станций радиоэлектронной борьбы (РЭБ) и тому подобных устройств. Радиоэлектронная разведка ведётся в диапазоне длин волн от единиц микрометров до десятков тысяч километров. 

По своим особенностям радиоэлектронная разведка относится к техническим видам разведки.

## Классификация
Радиоэлектронная разведка (англ. Signals intelligence (SIGINT)) включает следующие виды разведки:
- радиоразведка (англ. Communications Intelligence (COMINT)) — перехват каналов связи между людьми;
- радиотехническая разведка (англ. Electronic intelligence (ELINT)[2]) — перехват каналов связи между радиоэлектронными средствами, а также сигналов РЛС и других устройств (см. Радиотехнические войска);
- разведка физических полей (англ. Measurement and Signatures Intelligence (MASINT)) — приём и измерение физических полей различных объектов, например, параметров ядерного взрыва, акустических полей подводных лодок и т.д. Также выделяют отдельные виды радиоэлектронной разведки, использующие определённые технические средства;
- радиолокационная разведка (англ. Radar Intelligence (RADINT));
- разведка чуждых измерительных приборов (англ. Foreign Instrumentation Signals INTelligence (FISINT)):

телеметрическая разведка (англ. Telemetry Intelligence (TELINT));
- разведка инфракрасных устройств (англ. Infrared Sets Reconnassaince);
- разведка лазерных устройств[источник не указан 680 дней] (англ. Laser Sets Reconnassaince).

## Организации
- Россия:

ГУ ГШ ВС России
6-е управление, Войсковые части РЭР
СВР России
ФСО России
Спецсвязь
ФСБ России
Третья служба (научно-техническая служба), Управление специальной связи, 16 Центр, 8 Центр (Центр защиты информации и специальной связи)
- США:

Агентство национальной безопасности (National Security Agency, NSA)
- Великобритания:

Центр правительственной связи (Government Communications Head Quarters, GCHQ)
- Франция:

Frenchelon — французский аналог Эшелона
- Швейцария:

Onyx — швейцарский аналог Эшелона.
- Международные

Five Eyes — совместная программа Австралии, Канады, Новой Зеландии, Великобритании и США) по взаимодействию в сфере радиоэлектронной разведки.

## История радиоэлектронной разведки в России
- В начале XX века появляется новый способ ведения разведки — радиоразведка, он связан с изобретением радио[3].
- 7 марта (20 марта) 1904 приказом № 27 командующего Тихоокеанской эскадрой вице-адмирала С. О. Макарова корабельным связистам поручено в обязательном порядке записывать неприятельские депеши, определять направление на работающую радиостанцию, устанавливать организацию радиосвязи[4]. Этот день принято считать днём рождения радиоразведки в России[5].
- Официально радио и радиотехническая разведка как орган разведывательной службы флота была учреждена приказом Министерства Морского ведомства в ноябре 1909 года. Назначение этого вида разведки — наблюдение «за действиями неприятеля на море и поддержание связи с берегом наших судов»[6].
- Зимой 1911—1912 годов штабом Балтийского флота было организовано наблюдение за работой корабельных и береговых германских радиостанций с привлечением кораблей, зимующих в Либаве (Порте императора Александра III). Результаты наблюдений представлялись в штаб флота ежемесячно. В июне 1912 года флагманским радиотелеграфным офицером И. И. Ренгартеном была выдвинута идея проведения специального разведывательного похода в районы боевой подготовки германского флота для сбора сведений об организации радиосвязи и технических характеристиках радиосредств германских кораблей. Для решения этой задачи был выбран крейсер «Богатырь», причем специально для него по проекту И. И. Ренгартена был разработан и изготовлен широкодиапазонный разведывательный приёмник, который в целях секретности предполагалось установить отдельно от остальной радиоаппаратуры в кормовой рубке крейсера.
- В 1914 году командованием Балтийского флота было принято решение об установке в Кильконде на о. Эзель первого разведывательного радиопеленгатора (РРП), который начал решать радиоразведывательные задачи 8 сентября 1914 года.
- В феврале 1915 года Морским министром было принято решение об организации в составе Южного района Службы связи Балтийского моря радиостанции особого назначения (РОН), на которую возлагалась задача ведения шифрперехвата, и где было намерено сосредоточить всю дешифровальную работу по германскому флоту. Весной 1915 года такая радиостанция была организована.
- В конце 1915 года на вооружение флота был принят корабельный радиопеленгатор системы Киреенко[7].
- 13 ноября 1918 года в составе Регистрационного управления было создано первое (в послереволюционной России) подразделение радиоразведки — приёмно-контрольная станция в Серпухове[8].
- С января 1919 года в Красной Армии и на флотах началось формирование пеленгаторных и приёмно-информационных радиостанций — первых подразделений фронтовой радиоразведки.
- В августе 1920 года начальник Главного штаба РККА поручил Разведывательному управлению разработать новую организацию радиоразведки[9].
- Постановлением Малого Совнаркома от 5 мая 1921 года учреждена криптографическая служба при ВЧК, позже ставшая известной как Специальный отдел (Спецотдел ВЧК). Руководителем Спецотдела был назначен Глеб Бокий[10]. Рассмотрев вопрос о шифровальных отделах, Совнарком соответствующим постановлением фактически объединил все шифровальные органы РСФСР.
- Март 1928 года — при 8-м отделе Штаба РККА создан дешифровальный сектор.
- В 1930 году для руководства радионаблюдением и централизованной обработки сведений в состав Разведуправления была введена секция радиоразведки, позже реорганизованная в отдел.
- В 1938 году доля данных радиоразведки в общем количестве всех разведывательных данных о вооружённых силах Японии составила 30-35 %. Радиоразведка давала до 70 % данных о перемещении войск из Японии в Китай и Маньчжурию, о дислокации в зоне боевых действий[11].
- Октябрь 1942 года — Приказом НКО № 00222 от 23 октября 1942 года в НКВД из ГРУ ГШ КА переданы дешифровальная служба военной разведки и отдельные радиодивизионы ОСНАЗ, переданные части радиоразведки получили наименование радиодивизионы специального назначения (в дальнейшем специальной службы) и в оперативном и специальном назначении подчинены 5 управлению НКВД СССР.
- В 1943 году на Северном флоте проведена первая успешная разведка минных заграждений с помощью гидроакустической аппаратуры[12].
- В 1944 г. на заводе № 193 НКЭП СССР в г. Касли разработано слежечное радиоприёмное устройство «Радио-Глаз», состоящее из коротковолнового радиоприёмника и панорамного индикатора. «Радио-Глаз» позволял визуально контролировать полосу частот ±150 кГц от частоты настройки приёмника[13].
- В 1946—1947 гг. по заданию ГАУ разработана РЛС наземной артиллерийской разведки СНАР-1[14].
- В 1951—1953 гг. ГРУ была создана система «Круг» (отслеживание самолетов-носителей ядерного оружия, стратегических самолетов-разведчиков, прослушивание военных линий связи США и НАТО). С 1963 года в эту систему входили радиопеленгаторные узлы за границей (Куба, Монголия, КНДР, Вьетнам, Бирма)[15].
  - В 1954 году создано отделение спецнаблюдения 2-го отдела (радиоразведки) ГРУ (отслеживание иностранных ядерных испытаний)[15], на базе нескольких радиодивизионов ОСНАЗ формируются подчиненные ему радиотехнические отряды.
  - В мае 1955 года отдел радиоразведки ГРУ реорганизован в 6-е управление ГРУ[16].
- С 1972 года действует система 6-го управления ГРУ «Звезда» (разведка радиоизлучений космических объектов)[15].
- В 1979 году начала функционировать СОУД (система объединённого учёта данных о противнике) — глобальная система радиоэлектронной разведки, созданная СССР и странами Варшавского договора при участии Кубы, Монголии и Вьетнама [17].
- В 1991 году создано Федеральное агентство правительственной связи и информации (ФАПСИ) при Президенте России[18]. Агентство ликвидировано 1 июля 2003 г.
- 11 марта 2003 года создано «Спецсвязь» ФСО России.
- В июле 2003 года 3-е главное управление ФАПСИ (Радиоразведка) передано в полном составе в ФСБ. Сформирован 16-й Центр ФСБ.